# Монгидоро
Монгидо̀ро (на италиански: Monghidoro, на местен диалект Scargalàsen, Скаргалазен) е село и община в северна Италия, провинция Болоня, регион Емилия-Романя. Разположено е на 841 m надморска височина. Населението на общината е 3871 души (към 2010 г.).